# Ýmir Örn Gíslason
Ýmir Örn Gíslason (født 1. juli 1997 i Reykjavik, Island) er en islandsk håndboldspiller, som spiller i tyske Rhein-Neckar Löwen og på Islands herrehåndboldlandshold.
Han deltog under EM i håndbold 2018 og igen til EM i håndbold 2020 i Sverige/Østrig/Norge.